# Đoàn Đào
Đoàn Đào là một xã thuộc tỉnh Hưng Yên, Việt Nam.

## Địa lý
Xã Đoàn Đào nằm ở phía đông bắc tỉnh Hưng Yên, có vị trí địa lý:
- Phía đông giáp xã Quang Hưng.
- Phía tây giáp xã Hoàng Hoa Thám.
- Phía nam giáp xã Tiên Hoa và xã Tiên Tiến.
- Phía bắc giáp xã Hồng Quang và xã Nguyễn Trãi.

## Lịch sử
Sau năm 1946, Bội Châu, Ngọc Thụ là hai xã thuộc huyện Phù Cừ.
Năm 1947, hợp nhất hai xã Ngọc Thụ và Bội Châu thành xã Trường Chinh.
Sau năm 1957, đổi tên xã Trường Chinh thành xã Đoàn Đào.
Ngày 26 tháng 1 năm 1968, tỉnh Hưng Yên hợp nhất với tỉnh Hải Dương thành tỉnh Hải Hưng và xã Đoàn Đào thuộc huyện Phù Cừ, tỉnh Hải Hưng.
Ngày 11 tháng 3 năm 1977, Hội đồng Chính phủ ban hành Quyết định 58-CP về việc hợp nhất hai huyện Phù Cừ và Tiên Lữ thành huyện Phù Tiên và xã Đoàn Đào thuộc huyện Phù Tiên, tỉnh Hải Hưng.
Ngày 6 tháng 11 năm 1996, Quốc hội ban hành Nghị quyết về việc chia tỉnh Hải Hưng thành 2 tỉnh Hải Dương và Hưng Yên và xã Đoàn Đào thuộc huyện Phù Tiên, tỉnh Hưng Yên.
Ngày 24 tháng 2 năm 1997, Chính phủ ban hành Nghị định 17-CP về việc chuyển xã Đoàn Đào thuộc huyện Phù Tiên về huyện Phù Cừ mới tái lập quản lý.
Ngày 16 tháng 6 năm 2025, Ủy ban Thường vụ Quốc hội ban hành Nghị quyết số 1666/NQ-UBTVQH15 về việc sắp xếp các đơn vị hành chính cấp xã của tỉnh Hưng Yên năm 2025. Theo đó, sắp xếp toàn bộ diện tích tự nhiên, quy mô dân số của các xã Phan Sào Nam, Minh Hoàng và Đoàn Đào thành xã mới có tên gọi là xã Đoàn Đào.

## Văn hóa
Đình Long Cầu thờ 3 anh em Nguyễn Phấn, Nguyễn Trọng, Nguyễn Quý là những dũng tướng nhà Đinh đã theo Vua Đinh Tiên Hoàng, Ông thứ nhất (Phấn) làm Tham tán triều nghị lên Trấn thủ đất Cao Bằng, Ông thứ hai (Trọng) làm Đô đốc ngự sử sang Trấn thủ vùng Tuyên Quang, Ông thứ ba (Quý) giữ chức Thái bộc về Trấn thủ miền Thanh Hoá.
Ba ông là con của ông Nguyễn Đao ở Hiệp Đức, Thanh Hà, Hải Dương sau rời về Hưng Yên sống cùng cha mẹ nuôi. Miếu Long Cầu là nơi thờ mẹ đẻ và mẹ nuôi của 3 ông.